# Caio Bonfim
Caio Oliveira de Sena Bonfim (Sobradinho, Distrito Federal, 19 de marzo de 1991) es un atleta brasileño, medallista de bronce mundial en 2017 en la prueba de 20 kilómetros marcha.

## Carrera deportiva
En el Campeonato mundial de Londres 2017 gana la medalla de bronce en 20 kilómetros marcha, quedando situado en el podio tras el colombiano Élder Arévalo y Serguéi Shirobokov, del Equipo Neutral.

## Mejores marcas personales
| Mejores marcas personales | Mejores marcas personales | Mejores marcas personales | Mejores marcas personales |
| Distancia                 | Tiempo                    | Lugar                     | Fecha                     |
| ------------------------- | ------------------------- | ------------------------- | ------------------------- |
| 5000 m.                   | 19:47.99                  | Fortaleza, Brasil         | 11 de mayo de 2011        |
| 10 000 m.                 | 40:40.00                  | Blumenau, Brasil          | 23 de mayo de 2009        |
| 10 km.                    | 43:04                     | San Salvador, El Salvador | 1 de mayo de 2009         |
| 20 000 m.                 | 1h:20:58.5                | Buenos Aires, Argentina   | 5 de junio de 2011        |
| 20 km.                    | 1h:19:04                  | Londres, Reino Unido      | 13 de agosto de 2017      |
| 50 km.                    | 3h:47:02                  | Río de Janeiro, Brasil    | 19 de agosto de 2016      |